# 佐々木圭一
佐々木 圭一（ささき けいいち、1972年9月30日 - ）は日本のコピーライター。

## 概要
神奈川県出身。上智大学理工学部機械工学科卒業後、同大学院理工学専攻にて修士課程を修了。
1997年、博報堂に入社。コピーライターに配属。その後コピーの法則を発見。カンヌ広告祭金賞を受賞。作詞家としても活動。
2005年-2007年には、広告クリエーター、リー・クロウのもと米国でインターナショナルな仕事に従事。2013年、コピーライターとして培ったノウハウを、『伝え方が9割』（ダイヤモンド社刊、2013年）として出版。同年末に博報堂を退社。クリエイティブ・ブティック　株式会社ウゴカスを設立。
コピーライター、クリエイティブ・ディレクター以外に、講演会の講師やテレビのMC・出演を行っている。
2013年に発刊された『伝え方が9割』は【3年連続ビジネス書年間ベスト10入り】(2013年〜2015年。トーハン調べ)。2015年1月よりワタナベエンターテインメントに所属。

## 人物
学生時代
- 父の仕事の影響から、小学校と中学校で転校を経験。[5]転校先の土地の方言が喋れなかったことから、話すだけで笑われる。[5]このことから、人とのコミュニケーションが苦手に。学生時代の唯一の友達は「初代ファミコン」。[6]
- 「人と話すよりも機械を触る方が楽」という理由から、大学では機械工学を専攻。[6]ロボットの研究に打ち込む。時間があれば、ずっとパソコンをさわって過ごす。当時の大学生では珍しく、ホームページを独学で製作していた。[7]
- テニスサークルに所属していたが、誰もやりたがらないコート取り係をする地味な大学生活だった。[8]
- 大学、大学院にて機械工学を学ぶ[9]。
- 「機械とコミュニケーションして気づいたのは、このまま機械とずっといたいのではなく、本当は人ともっとコミュニケーションできるようになりたい。」という気持ちから一念発起。[5]マルチメディア元年ということもあり、理系である強みを生かし、広告代理店・博報堂に入社。[7]

社会人時代
- 理系だったため、広告代理店でも市場調査や分析などの数字に関わることならできるかもしれないと考えていた。[10]しかし、入社後、コミュニケーションが苦手だったにも関わらず、コピーライターに配属。コピーを書いても書いても採用されない毎日を過ごす。「紙のむだ使い」という意味で、先輩コピーライターから付けられたあだ名は「最もエコでないコピーライター」。[11]
- ストレスにより1日3個プリンを食べる日々を過ごし1年で10kg太る。「世の中で唯一、自分に甘かったのはプリンだった」と後にインタビューで語っている。[12]

その他
- 15歳の離れた弟がいると、インタビューで明かしている。[7]
- 高校時代は、登山部に入っていた。[5]
- 良いコピーを作るため、頭の回転を上げるため、朝のランニングを習慣としている。週に2回、土曜日か日曜日に1回と、平日に1回走っている。[5]
- 趣味は、トライアスロン。木更津トライアスロンへの出場経験あり。[13]

## 主なキャッチコピー
- 福岡小説「ぴりから」（福岡県）
- 12時こえろ、発色の魔法（FORTUNE・コーセーコスメポート）
- ママとのきずな、すくすく（Baby Kumon・公文教育研究会）
- 30代の3人に2人が歯周病。（システマEX・LION）
- 一行のメモが、一生を変える。（メモの魔力）
- 早く乾く洗剤、ください！（ハレタ・LION）
- 歯ぐき含めて、全部お願い。（ハグキプラスプレミアム・LION）
- きょうも、素肌とひとつ（BIODERMA・NAOS JAPAN）
- 人のお口がニオったら、自分も心配。（デントヘルス・LION）
- DOORDO　（不動産会社ネーミング）
- バスタブはこすりません！（ルックPLUS・LION）
- ふるえながら、情熱を抱きしめて。（情熱大陸）
- すべての女性に、輝く舞台を。（東京ガールズコレクション）
- ご来福しよう。（福岡県）
- 新聞科学研究所　（日本新聞協会）
- NOMURAの常識、ひっくり返そう。ARUMON　(野村不動産ラウンジ)
- 人生を抱きしめるクラウド（カナミックネットワーク）
- 黒カビ掃除は、やりません！（ルック・LION）
- 1本抜けたらそのあとが心配（デントヘルス・LION）
- 想いを、ふる舞いに。（シェラトンホテル）
- E-girls実証ライブ（Fasio・コーセー）
- 鬼怒川温泉は駅からあったまると言われたい。(東武鉄道)
- 東京に、家を持とう。（オープンハウス）
- ペンギンナビ（サンシャイン水族館）
- みんなの庭。（MARK IS・三菱地所）
- 希望を、つみ上げよう。（日立製作所）
- インスタントペットハウス（どうぶつ救援本部）
- 生きている。（花王・アジエンス）
- 東京モーターショーですね。（PlayStation）
- 言ったよね、PS3買っていいって（PlayStation）
- Green Curry & Red Curry（ハウス食品）
- この世を、もういちど好きになってみる。（トイズファクトリー・Mr.Children）
- 言えないから、歌が生まれた。（トイズファクトリー・Mr.Children）
- イベントがないとデートじゃないと思ってた。（コカ・コーラ・爽健美茶）
- 「今日友だちがひとり減りました」「彼女になったから」（キリンホールディングス・キリン一番搾り生ビール）

## 受賞歴
1999年
- JR東日本ポスターグランプリ:審査員特別賞 1999

2002年
- TCC: 新人賞2002
- New York Festival: Bronze 2002

2003年
- ONE SHOW:Gold 2003
- New York Festival: Silver 2003 2部門

2005年
- ONE SHOW :Bronze 2005
- New York Festival: Silver 2005 2部門

2006年
- The Don Belding Award: Bowl 2006（日本人初）

2010年
- AIM award: Silver 2010
- AIM award: Gold 2010 3部門
- AIM award: Grand Prix 2010 Winner
- Worldwide Marketing & Commercial: Finalist 2010
- Worldwide Marketing & Commercial: Gold 2010 2部門
- 環境大臣賞 2010

2012年
- Adfest:Gold 2012 2部門
- Adfest:Silver 2012
- Spikes Asia: Silver 2012 2部門
- New York Festivals: Silver 2012
- Cannes Lions: Bronze 2012 2部門
- Cannes Lions: Silver 2012

2013年
- Spikes Asia: Silver 2013
- Cannes Lions: Bronze 2013
- Cannes Lions: Silver 2013

2014年
- Ad Stars: Gold 2014
- Globe Award: Gold 2014
- Cannes Lions: Gold 2014
- Adfest:Bronze2014
- CM総合研究所:ブランド・オブ・ザ・イヤー2014
- ビジネス書大賞: 2014 総合順位1位

## 著書
- 『伝え方が9割』（ダイヤモンド社、2013年）
- 『伝え方が9割(2)』（ダイヤモンド社、2015年）
- 『まんがでわかる 伝え方が9割』（ダイヤモンド社、2017年）

## テレビ出演
- BS朝日「ポップメイカー」（2014年-2015年MC）・「テイバンタイムス」
- NHK「ゆうどき」・「助けて！きわめびと」
- 日本テレビ「世界⼀受けたい授業」「解決！ナイナイアンサー」
- TBS「情熱大陸」・「王様のブランチ」・「⽩熱ライブビビット」（2015年4⽉〜9⽉）・「この差って何ですか?」
- テレビ朝日「お願い！ランキング」・「やじうまテレビ!」・「林修の映像を⾒ると思いだす19XX年」・「スーパーJチャンネル」
- フジテレビ「新・週刊フジテレビ批評」・「ネプリーグ」・「バイキング」・「これ聞け！アカデミー」
- ABC朝日放送「絶体絶命アンサー」・「おはよう朝⽇です」
- 関西TV「教えて！センスの神様」
- CBC「ゴゴスマ -GO GO!Smile!-」
- AmazonPrime「ダイキギョー」他ビビット（TBS、2015年4月〜2015年10月）隔週レギュラー